# Spalirises

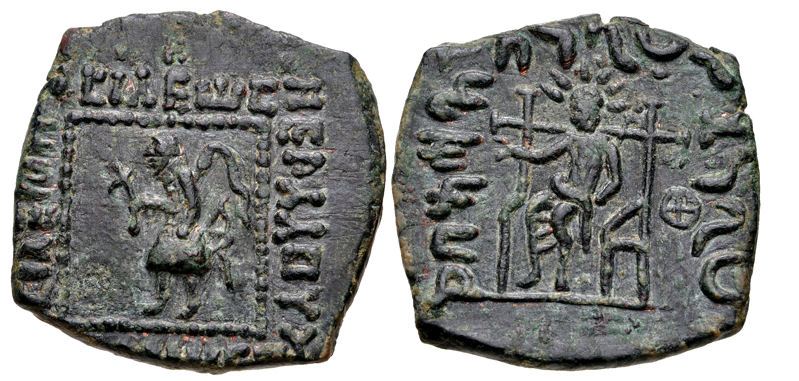
Monete di Spalirises, come "Re dei Re"

Spalirises (noto anche come Spalirisos, (greco: Σπαλιρίσης Spalirísēs; Kharosthi: 𐨭𐨿𐨤𐨫𐨁𐨪𐨁𐨭 Śpa-li-ri-śa, Śpaliriśa; fl. I secolo a.C.) è stato un re iranico che governò l'Aracosia nel I secolo a.C..

## Nome
Il nome di Spalarises è attestato sulle sue monete nella forma greca Spalirísēs (Σπαλιρίσης) e nella forma Kharosthi Śpaliriśa che derivano dal nome Saka *Spalarīźa, che significa "al comando dell'esercito".

## Carriera
Prima della sua ascesa alla regalità, servì come comandante di Vonone del Sakastan, che aveva coniato monete con il suo nome e quello di un altro comandante, Spalahores, entrambi indicati come "fratello del re". Studiosi come R.C. Senior e Khodadad Rezakhani ritengono che Spalirisos e Spalahores fossero effettivamente fratelli di Vonone, mentre altri, come K.W. Dobbins, sostengono che si trattasse di un titolo onorifico dato a loro, che egli considerava satrapi Saci.
Un argomento importante contro la proposta di una relazione di sangue tra Vonone e i due comandanti è dovuto al fatto che entrambi avevano nomi Saka, contrariamente al nome partico di Vonone. Saghi Gazerani ha suggerito che dopo la riconquista arsacide di Sakastan (tra il 124 e il 115 a.C.), che fu data in feudo al generale Surena che guidava la spedizione, i Surena, che divennero indipendenti dopo l'88 a.C., e i Saci divennero strettamente legati, presumibilmente attraverso alleanze e matrimoni.  In effetti, i Parti e i Saci sono spesso confusi nella letteratura indiana. L'eroe mitologico iraniano Rostam (che era originario del Sakastan) è menzionato nelle tradizioni iraniane sia come ascendente dei Parti che come Saci, a sostegno di questa doppia identità.